# Mukhammadali Urinboev
Mukhammadali Baxtiyor oʻgʻli Urinboev (Tasjkent, 24 april 2005) is een Oezbeeks voetballer die sinds 2025 uitkomt voor Royal Antwerp FC.

## Clubcarrière
Urinboev maakte op 24 oktober 2021 zijn officiële debuut voor het eerste elftal van Pachtakor Tasjkent: in de competitiewedstrijd tegen So'g'dijona Jizzax (1-0-nederlaag) liet trainer Pieter Huistra hem een paar minuten voor tijd invallen. Met zijn 16 jaar en 183 dagen werd hij zo de jongste debutant ooit in de Oezbeekste hoogste divisie. Pachtakor Tasjkent kroonde zich dat seizoen voor het derde jaar op rij tot landskampioen. Urinboev kroonde zich ook in de twee daaropvolgende jaren tot landskampioen met Pachtakor Tasjkent, al had hij in die periode nog zeker geen vaste plek in het eerste elftal.
In het voorjaar van 2024 maakte Urinboev op huurbasis de overstap naar de Engelse eersteklasser Brentford FC, dat de Oezbeek haalde voor het beloftenelftal. De Londenaars bedongen een aankoopoptie in het huurcontract, maar daar maakten ze een halfjaar later geen gebruik van.
Na zijn terugkeer speelde Urinboev in het seizoen 2024 nog vijf competitiewedstrijden voor Pachtakor Tasjkent, waarvan vier als invaller – enkel op de slotspeeldag tegen FC Bunjodkor mocht hij starten. In de laatste drie groepswedstrijden van Pakhtator in de AFC Champions League was hij telkens invaller. In het seizoen 2025 zette hij een stap vooruit: in de eerste twaalf competitiewedstrijden was hij vijfmaal invaller en zesmaal basisspeler. In de Beker van Oezbekistan was hij dan weer basisspeler in alle drie de groepsduels.
In juli 2025 ondertekende Urinboev een vierjarig contract bij de Belgische eersteklasser Royal Antwerp FC.

## Interlandcarrière
Urinboev kwam uit voor verschillende Oezbeekse jeugdcategorieën. In 2025 kroonde hij zich op de Asian Cup onder 20 in China tot co-topschutter met vier doelpunten.
2 Corbanie ·
3 B. Engels ·
4 Riedewald ·
5 Deman ·
6 Odoi ·
7 Kerk ·
8 Praet ·
9 Chery ·
10 Balikwisha ·
14 Valencia ·
18 Janssen ·
20 Doumbia ·
22 Adekami ·
23 Alderweireld  ·
24 Somers ·
25 Bataille ·
26 Bozhinov ·
30 Scott ·
33 Van den Bosch ·
46 Smits ·
54 Renders ·
75 Verstraeten ·
81 Devalckeneer ·
91 Lammens ·
Coach: Andries Ulderink